# Bö

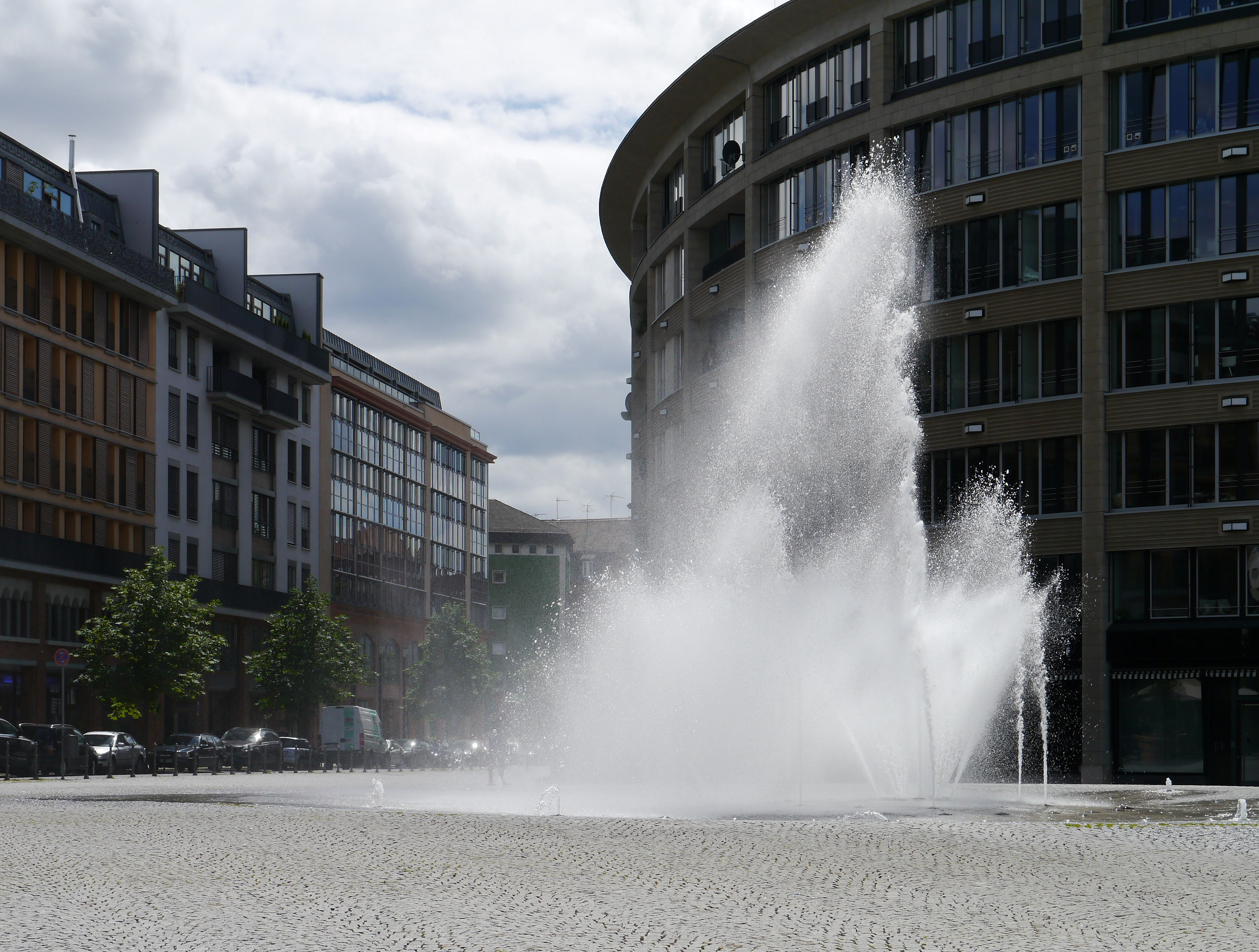
Eine Bö zwingt die Fontäne aus ihrer Symmetrie.

Eine Bö oder auch Böe (zu niederländisch bui und wohl lautmalerischen Ursprungs) ist eine heftige Luftbewegung (Windstoß) von kurzer Dauer.

## Definition
Meteorologisch wird von einer Bö gesprochen, wenn der gemessene Zehn-Minuten-Mittelwert der Windgeschwindigkeit innerhalb weniger Sekunden (maximal 20, mindestens 3 Sekunden anhaltend) um mindestens 5,0 m/s (10 kn) überschritten wird.
1962 definierte die World Meteorological Organization (WMO) eine Windbö (englisch squall) folgendermaßen: „Der Wind muss in kurzer Zeit die Geschwindigkeit um 8 m/s erhöhen und eine Minimalgeschwindigkeit von 11 m/s eine Minute lang halten.“ Kürzere Windstöße nennt man im Englischen gusts.

Physikalisch betrachtet entspricht die Bö tatsächlich einem Ruck, also einer schnellen Änderung des Anstiegs der Windgeschwindigkeit (der Beschleunigung des Windes). 

## Formen und Messung
Der Deutsche Wetterdienst (DWD) unterscheidet – analog zu der Regel für Stürme nach der Windstärke (Beaufortskala) – zusätzlich zwischen stürmischen Böen, welche ab Windgeschwindigkeiten von 63 km/h (8 Bft) gelten, Sturmböen ab 76 km/h (9 Bft), schweren Sturmböen ab 89 km/h (10 Bft), orkanartigen Böen ab 104 km/h (11 Bft) und Orkanböen, die ab 119 km/h (12 Bft) auftreten.
Bei Sturmereignissen misst man zum einen eine längerdauernde mittlere Spitzenwindgeschwindigkeit, zum anderen aber eine maximale Spitzenbö. Da diese meist die eigentlichen Schadereignisse sind, treffen diese Spitzenböen eine zusätzliche Aussage über die Schwere des Sturms. Daher spricht man beispielsweise von „Sturm mit Orkanböen“.
Böen sind oft verbunden mit einer Winddrehung, und bei Niederschlag häufig in Verbindung mit Schauern (Regen-, Graupel-, Hagel-, Schnee-Bö), und sind auch in Gewittern häufig.
Treten die Böen innerhalb eines linienförmig angeordneten Gebietes auf, so nennt man diese Region Böenfront.
Manche regelmäßig auftretende Böen tragen eigene Namen, zum Beispiel der Boorga in Alaska. Böen mit vertikaler Strömungsrichtung bezeichnet man als Fallbö. In Gewittern spricht man bei starken Fallböen in Bodennähe von Downburst, sie können tornadoartige Schadensbilder hinterlassen. Ein besonderes Wetterphänomen, das auf See zu hohem Wellengang führen und wegen des plötzlich auftretenden Sturms für Segelschiffe verhängnisvoll sein kann, ist die Weiße Bö (white squall).
Böen werden unter anderem mit einem Böenschreiber untersucht, der im Gegensatz zum Anemometer nur die augenblickliche Windgeschwindigkeit aufnimmt, nicht aber die Richtung des Windes.